# Julius Balting

Julius Balting um 1920

Friedrich Johann Julius Balting (* 18. April 1876 in Spremberg; † 19. September 1954 in Güterfelde) war ein deutscher Fotograf und Stummfilm-Kameramann.

## Leben und Wirken
Der Sohn des Spinners Johann Balting und dessen Frau Emma, geb. Witte, arbeitete nach einer fotografischen Ausbildung zur Jahrhundertwende unter anderem als Porträtfotograf. 1905 heiratete er die neun Jahre ältere Margarete Seeger. Bereits 1906 verwitwet, ging er im Jahr darauf mit Emmy Schlogsnat seine zweite Ehe ein. Er war vier Jahre lang Meister in der Negativ-Abteilung bei Oskar Messter und nahm spätestens während des Ersten Weltkriegs seine Arbeit als Chefkameramann beim Spielfilm auf. Gleich nach Kriegsende begann Balting 1919 regelmäßig für den Kinofilm zu arbeiten und fotografierte zunächst mehrfach Produktionen mit Viggo Larsen.
In seiner Karriere arbeitete Balting unter anderem mit den Regisseuren Franz Hofer, Robert Dinesen, Rudolf Biebrach, Felix Basch, Lothar Mendes, Robert Wiene und dessen Bruder Conrad Wiene zusammen und fotografierte dabei Leinwandstars jener Jahre wie Asta Nielsen Hella Moja, Lya de Putti, Erich Kaiser-Titz, Alfred Abel und Paul Wegener. Oftmals kooperierte er in dieser Zeit mit Kamerakollegen. Noch vor Anbruch des Tonfilmzeitalters war Julius Baltings Karriere als Kameramann beendet. Was er anschließend tat, ist derzeit nicht bekannt.
Julius Balting wohnte 45 Jahre lang in der Bahnhofstraße in Trebbin. 1952 übersiedelte er mit seiner Frau in das neu errichtete Feierabendheim „Heimat“ im Schloss Güterfelde, wo er zwei Jahre später auch starb.

## Filmografie
- 1915: Der Eremit
- 1919: Der Fürst der Diebe und seine Liebe
- 1919: Der Todbringer
- 1919: Ubo Thomsens Heimkehr
- 1919: Die Glücksfalle
- 1920: Steuermann Holk
- 1921: Seefahrt ist not!
- 1921: Fräulein Julie
- 1921: Der Fluch des Schweigens
- 1921: Schuld und Sühne
- 1922: Der Strom
- 1922: Felicitas Grolandin
- 1922: Die höllische Macht
- 1922: Die Uhr
- 1923: Die Liebe einer Königin
- 1923: S.O.S. Die Insel der Tränen
- 1923: Das Geheimnis von Brinkenhof
- 1924: Malva
- 1924: Claire
- 1924: Im Namen des Kaisers
- 1925: Die Feuertänzerin
- 1925: Wenn die Liebe nicht wär’
- 1926: Das rosa Pantöffelchen
- 1926: Zirkus Renz
- 1926: Ich hatt’ einen Kameraden
- 1926: Wenn Menschen irren
- 1926: Trude, die Sechzehnjährige
- 1927: Das edle Blut
- 1927: Die Lindenwirtin am Rhein